# Schlosskirche Harburg

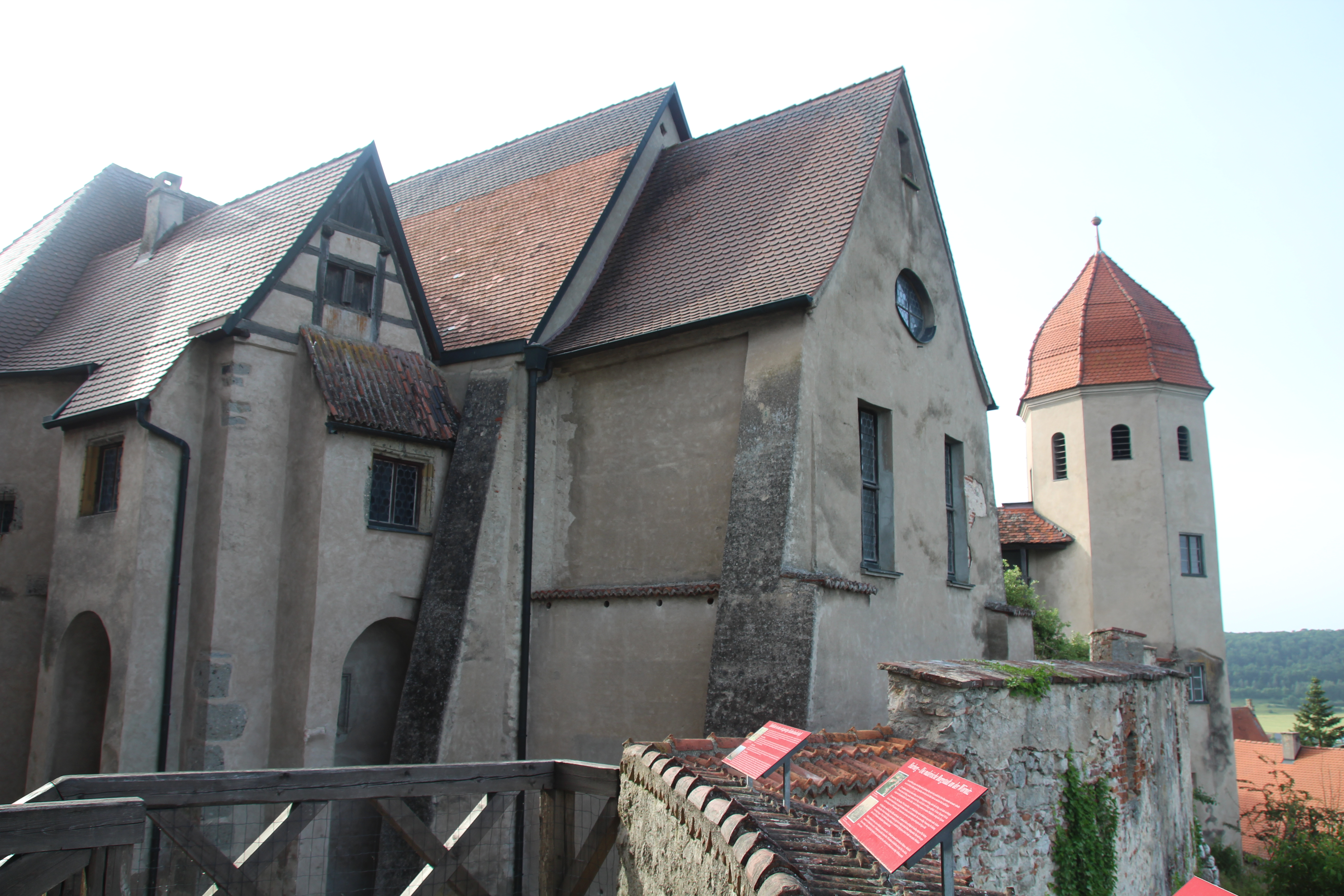
Schlosskirche St. Michael mit Glockenturm

Die Schlosskirche St. Michael gehört zum Gebäudekomplex der Burg Harburg. Sie ist eine evangelisch-lutherische Schlosskirche oberhalb der gleichnamigen Stadt Harburg (Schwaben) im bayerischen Landkreis Donau-Ries. Sie war die erste evangelische Predigtstätte im Ries und dient als dynastische Grablege der Grafen und Fürsten zu Oettingen-Oettingen, der erloschenen protestantischen Linie des Adelsgeschlechtes Oettingen. St. Michael wird in den Sommermonaten für Gottesdienste genutzt.

## Geschichte

### Mittelalter
Die Schlosskirche St. Michael ist die älteste Kirche in Harburg. Im Jahr 1153 wird im Rahmen einer Schenkungsurkunde Siggerus sacerdos de Horreburg genannt, der vermutlich damals Geistlicher auf der staufischen Reichsburg Harburg gewesen sein dürfte. Die Burg wurde 1299 an die Grafen zu Oettingen verpfändet. Jedoch stand das Patronatsrecht von St. Michael weiterhin dem Reich zu. Durch König Ludwig IV. ging dieses Patronatsrecht am 23. Mai 1315 an das Kloster Waldsassen über, 1418 an die Grafen zu Oettingen. Am 30. September 1530 erwarb Graf Karl Wolfgang zu Oettingen den gesamten Besitz des Klosters Waldsassen in der Umgebung Harburgs von Abt Georg.

### Reformation
Graf Karl Wolfgang zu Oettingen begeisterte sich früh für die Lehre Martin Luthers. Da er zusammen mit seinem Bruder Ludwig XV. über die Grafschaft Oettingen regierte, führte Karl Wolfgang in seinen Gebieten südlich der Eger die Reformation durch. An seine Residenz, die Burg Harburg, holte er 1524 als Hofprediger Paul Warbeck. Die Schlosskirche St. Michael war somit die erste evangelische Predigtstätte im Ries. 1539, nach dem Bauernkrieg, berief Karl Wolfgang eine Synode in Harburg ein, auf der alle Pfarrer seiner Grafschaft über den evangelischen Glauben diskutierten und schließlich wurde die Augsburger Konfession eingeführt. Sein Bruder Ludwig XV. tat ihm dies in Alerheim gleich.
Durch die Erbauung von St. Barbara unter Graf Gottfried zu Oettingen-Oettingen im Jahr 1612 wurde die heutige Stadtpfarrkirche die Hauptkirche von Harburg. St. Michael fand seither als Filialkirche für die Bewohner von Schloss Harburg Verwendung und wird in heutiger Zeit nur in den Sommermonaten für Gottesdienste genutzt.

### Barock
Die heute vom Barock geprägte Schlosskirche entstand unter Fürst Albrecht Ernst II. zu Oettingen-Oettingen. Die Umbauarbeiten erfolgten in den Jahren 1719 bis 1721. Dabei wurden die Deckenfresken von Matthias Zink geschaffen, die verschiedene Darstellungen aus dem Neuen und Alten Testament zeigen. Die Stuckaturarbeiten führten Christoph Prügel und Johann Bühler aus Harburg aus.
Nach Abschluss der Bauarbeiten erfolgte am 7. September 1721 die Einweihung der Schlosskirche unter Tobias Wasser, dem fürstlichen Generalsuperintendenten und Konsistorialrat zu St. Jakob aus Oettingen.

## Baubeschreibung

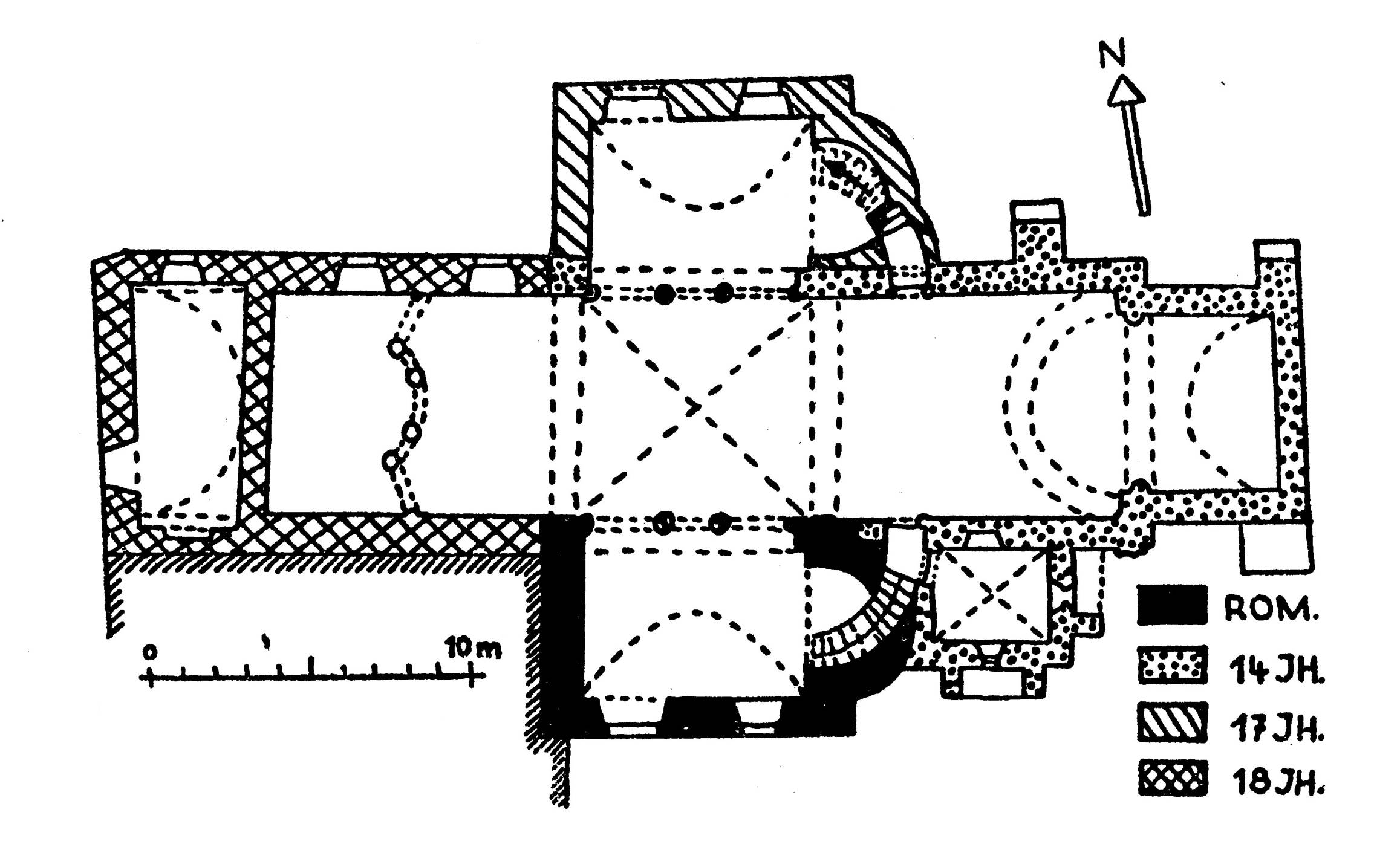
Bauhistorischer Grundriss der Schlosskirche

Die Schlosskirche ist ein einschiffiger Bau, der auf einem kreuzförmigen Grundriss errichtet wurde. Der Rechteckchor im Osten ist aufgrund der darunterliegenden Gruft erhöht. Dies wird vor allem im Inneren deutlich. Die Querarme bilden halbrunde Abschlüsse, am südlichen ist die Sakristei angebaut.

## Fresken
Die Deckengemälde zeigen jeweils in den vier Kreuzarmen Szenen aus dem Leben Jesu. Dabei werden drei heilsgeschichtlich wichtige Lebensphasen von typologischen Entsprechungen aus dem Alten Testament begleitet. Die Achse des Langhauses bezieht sich thematisch in ihrer Anordnung auf die göttliche Natur von Christus. Die menschliche Natur hingegen ist räumlich in den beiden Querarmen zu sehen. Diese wird hierbei heilsgeschichtlich am extremsten in der Kreuzigung versinnbildlicht und ist, räumlich systematisch konsequent, in den beiden Querarmen des Kirchenkreuzes (als Art Kreuzesbalken) angebracht.
Die Fresken wurden von Matthias Zink geschaffen, der überwiegend im Bereich des Hochstifts Eichstätt tätig war.
Achse des Langhauses: Die göttliche Natur von Christus
- im Westen: Geburt Christi, begleitet von Moses mit dem brennenden Dornbusch und Jakob mit der Himmelsleiter
- im Osten: Himmelfahrt Christi, begleitet von Elias mit dem Feuerwagen

Querarme: Die menschliche Natur von Christus
- im Norden: Kreuzaufrichtung, begleitet von Moses mit der ehernen Schlange
- im Süden: Kreuzabnahme, begleitet von der Opferung Isaaks

## Orgel

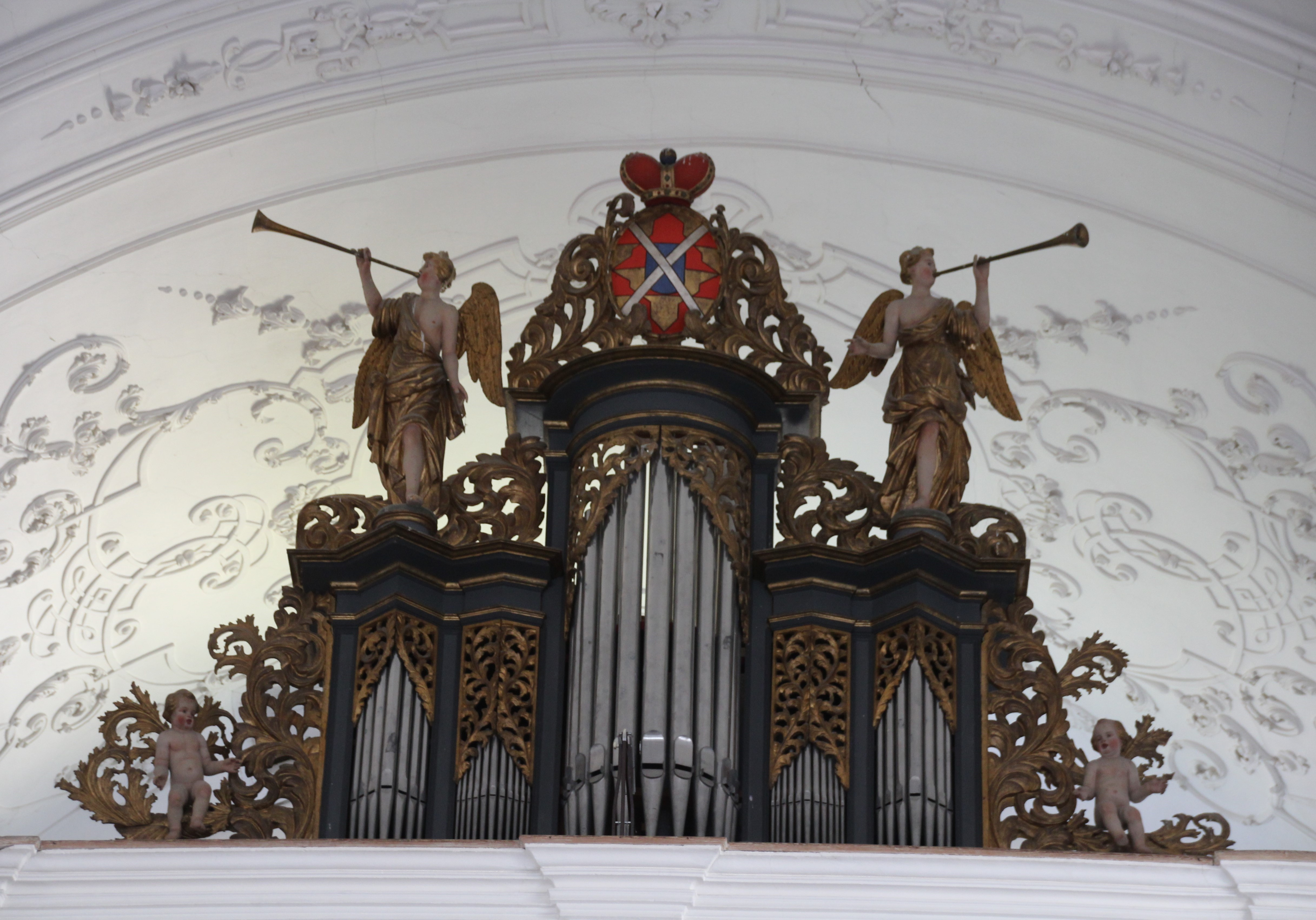
Orgel mit Barockprospekt

Die Schlosskirche St. Michael besitzt auf der Westempore eine Orgel mit einem barocken Prospekt von Johann Ulrich (Zirndorf) aus dem Jahr 1721. Im Gehäuse ist ein Werk der Firma Steinmeyer aus dem Jahr 1911 eingebaut.
| I Hauptwerk C–g3 |              |    |
| 1.               | Principal    | 8′ |
| 2.               | Salicional   | 8′ |
| 3.               | Gedeckt      | 8′ |
| 4.               | Oktave       | 4′ |
| 5.               | Traversflöte | 4′ |

| II Positiv C–g3 |                |    |
| 6.              | Dulciana       | 8′ |
| 7.              | Bourdon        | 8′ |
| 8.              | Flauto Amabile | 8′ |

| Pedal C–d1 |         |     |
| 9.         | Subbass | 16′ |

- Kegellade, pneumatische Spiel- und Registertraktur

## Epitaphien
Die Schlosskirche birgt zahlreiche Epitaphien der Grafen zu Oettingen aus dem 16. und 17. Jahrhundert. Diese zeigen überlebensgroße Figuren, welche die oettingischen Regenten zusammen mit den jeweiligen Gemahlinnen darstellen. Darüber sind die verschiedenen Wappen der Adelsgeschlechter festgehalten.
Unter der westlichen Empore befinden sich die Epitaphien von:
- Graf Ludwig XV. von Oettingen, daneben seiner Ehefrau
- Salamone Gräfin von Hohenzollern
- Elisabeth Landgräfin von Leuchtenberg zusammen mit ihrem Gemahl
- Graf Karl Wolfgang von Oettingen

Unter der nördlichen Empore befinden sich die Epitaphien von:
- Margaretha Gräfin von Lützelstein, erste Ehefrau von
- Graf Ludwig XVI. von Oettingen, daneben seine zweite Ehefrau
- Susanna Gräfin von Mansfeld

Unter der südlichen Empore befinden sich die durch den Bildhauer Michael Kern im Jahr 1620 geschaffenen Epitaphien von:
- Johanna Gräfin von Hohenlohe-Waldenburg, erste Ehefrau von
- Graf Gottfried von Oettingen-Oettingen, daneben seine zweite Ehefrau
- Barbara von Pfalz-Zweibrücken-Neuburg, Pfalzgräfin bei Rhein und Herzogin in Bayern

## Fürstengruft
Der Eingang zur Gruftkapelle wird von zwei Kriegerstatuen bewacht und befindet sich in der Mitte des Kirchenschiffes unterhalb der Kanzel und erstreckt sich dort unter dem rechteckigen Chorraum. Sie ist nicht öffentlich zugänglich.
In der Fürstengruft sind von dem 1549 verstorbenen Graf Karl Wolfgang zu Oettingen bis zum letzten Fürsten Albrecht Ernst II. zu Oettingen-Oettingen somit die meisten Mitglieder der protestantischen Linie Oettingen-Oettingen vom Ende des 16. bis Mitte des 18. Jahrhunderts bestattet.
Anfangs wurden die Särge in den Boden versenkt und überwölbt, später wurde es dann üblich die Zinnsärge frei in der Gruft aufzustellen. Insgesamt befinden sich zwölf Särge in der Gruft:
1. Friedrich (30. August 1608 – 2. April 1628) (Sohn von Graf Ludwig Eberhard)
2. Margaretha, Gräfin zu Erbach (17. Mai 1576 – 23. Mai 1634) – (⚭ 7. Mai 1598 Gemahlin von Graf Ludwig Eberhard und Tochter von Graf Georg III. zu Erbach)
3. Ludwig Eberhard, Graf zu Oettingen-Oettingen (8. Juni 1577 – 24. Juni 1634)
4. Anna Sibylla, Gräfin von Solms (1651 – 19. September 1635) – (⚭ 5. Dezember 1638 Gemahlin von Graf Joachim Ernst und Tochter von Graf Heinrich Wilhelm von Solms-Laubach)
5. Joachim Ernst, Graf zu Oettingen-Oettingen (31. März 1612 – 8. August 1659)
6. Immanuel, Prinz von Oettingen-Oettingen (19. April 1674 – 7. Dezember 1674) – (Sohn von Fürst Albrecht Ernst I.)
7. Christine Friederike, Herzogin von Württemberg (28. Februar 1644 – 30. Oktober 1674) – (⚭ 28./29. Februar 1665 erste Gemahlin von Fürst Albrecht Ernst I. und Tochter von Herzog Eberhard III. von Württemberg)
8. Albrecht Ernst I., Fürst zu Oettingen-Oettingen (4. Mai 1642 – 29. März 1683)
9. Eberhardine Catharine, Herzogin von Württemberg (12. April 1651 – 19. August 1683) – (⚭ 30. April 1682 zweite Gemahlin von Fürst Albrecht Ernst I. und Tochter von Herzog Eberhard III. von Württemberg)
10. Albrecht Ernst, Prinz zu Oettingen-Oettingen (*/† 29. Juli 1689) (Sohn von Fürst Albrecht Ernst II.)
11. Albrecht Ernst II., Fürst zu Oettingen-Oettingen (8. August 1669 – 30. März 1731)
12. Sophia Louisa, Landgräfin von Hessen-Darmstadt (6. Juli 1670 – 2. Juni 1758) – (⚭ 11. Oktober 1688 Gemahlin von Fürst Albrecht Ernst II. und Tochter von Landgraf Ludwig VI. von Hessen-Darmstadt)

## Glocken
Im Glockenturm neben der Schlosskirche hängt ein vierstimmiges Glockengeläut. Bedeutsam ist vor allem das Alter der einzelnen Glocken: drei vor 1500 und eine von 1587. Jahrhundertelang waren diese auf getrennten Kirchtürmen untergebracht. Als die Stadtkirche St. Barbara im Jahr 1960 ein neues siebenstimmiges Geläut erhielt, kamen die von dort stammenden Glocken 1 und 3 in den Glockenturm der Schlosskirche.
| Nr. | Bezeichnung                          | Gussjahr                          | Gießer, Gussort       | Durch- messer (in cm) | Höhe (in cm) | Schlagton | Provenienz |
| --- | ------------------------------------ | --------------------------------- | --------------------- | --------------------- | ------------ | --------- | --- |
| 1   | tiefe Glocke                         | 1494                              | unbekannt, Nördlingen | 78                    | 54,5         | c''       | Glocke stammt ursprünglich aus der Stadtkirche St. Barbara. Aufgrund des Alters muss sie bereits in deren Vorgängerbau, der St. Barbarakapelle, gehangen haben.                   |
| 2   | tiefere der beiden mittleren Glocken | 1587                              | Wolf Neidthardt, Ulm  | 62,5                  | 64,5         | f''       | Altbestand der Schlosskirche St. Michael |
| 3   | höhere der beiden mittleren Glocken  | erste Hälfte des 15. Jahrhunderts | unbekannt, Nürnberg   | 57                    | 44           | g''       | Glocke stammt ursprünglich aus der Stadtkirche St. Barbara. Aufgrund des Alters muss sie bereits für den Vorgängerbau, der St. Barbarakapelle, bestellt und gegossen worden sein. |
| 4   | kleinste Glocke                      | 15. Jahrhundert                   | unbekannt, Nürnberg   | 42                    | 32           | d''       | Altbestand der Schlosskirche St. Michael |

Glocke 1:
- / s / lucas / s / marcus / s / matheus / s / iohannes / ihs / maria / 1494
- Glockeninschrift zwischen einem Band von Zinnen und Kleeblättern, die von Spitzbogen umrahmt werden.
- Kreuzigungsgruppe

Glocke 2:
- [ein Kopf im Profil] Aus / dem / feur / bin / Ich / geflossen / von / Wolf / Neithardt / zu Ulm / wardt / Ich / gossen / 15/87
- Glockeninschrift zwischen einem Band von Zinnen und einem Fries aus Rundbögen, die miteinander verschränkt sind und mit Knospen geschmückt.
- im Lorbeerkranz das Wappen der Grafen von Oettingen, darunter die Stifterinschrift: GOTFRID.G. / Z. ÖTING.

Glocke 3:
- [Ankerkreuz] ave [Bild der Maria] maria grazia plena dominus [Bild des Johannes] tecum benedicta
- Glockeninschrift zwischen einem Schmuckfries aus Zinnen.

Glocke 4:
- Inschrift nicht mehr lesbar.
- Glockeninschrift zwischen Friesschmuck aus Zinnen und Kleeblättern, die von Spitzbogen umrahmt werden.